# Landtagswahl in Rheinland-Pfalz 2006
- SPD: 53
- FDP: 10
- CDU: 38

- Regierung: 53
- Opposition: 48

Die Landtagswahl in Rheinland-Pfalz 2006 fand am 26. März, gleichzeitig mit den Landtagswahlen in Baden-Württemberg und Sachsen-Anhalt sowie den Kommunalwahlen in Hessen statt. Wahlsieger war die SPD, die fortan mit einer absoluten Mehrheit allein regieren konnte.

## Ausgangslage
Seit 1991 regierte in Rheinland-Pfalz eine sozialliberale Koalition aus SPD und FDP, seit 1994 mit Kurt Beck (SPD) als Ministerpräsident.

## Wahlkampf
Es standen 14 Parteien und eine Wählervereinigung zur Wahl.

### Spitzenkandidaten

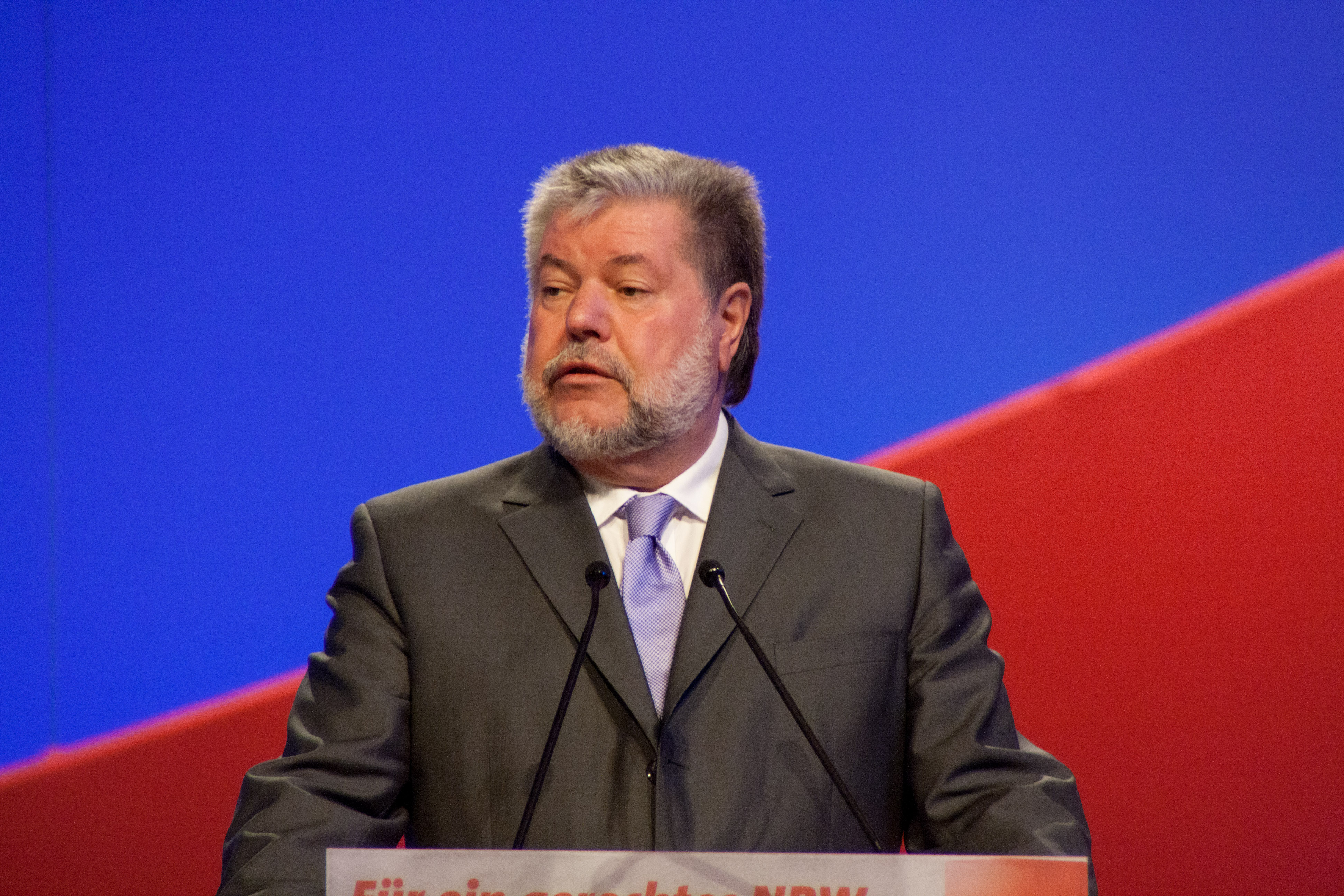
Ministerpräsident seit 1994 und Spitzenkandidat der SPD: Kurt Beck

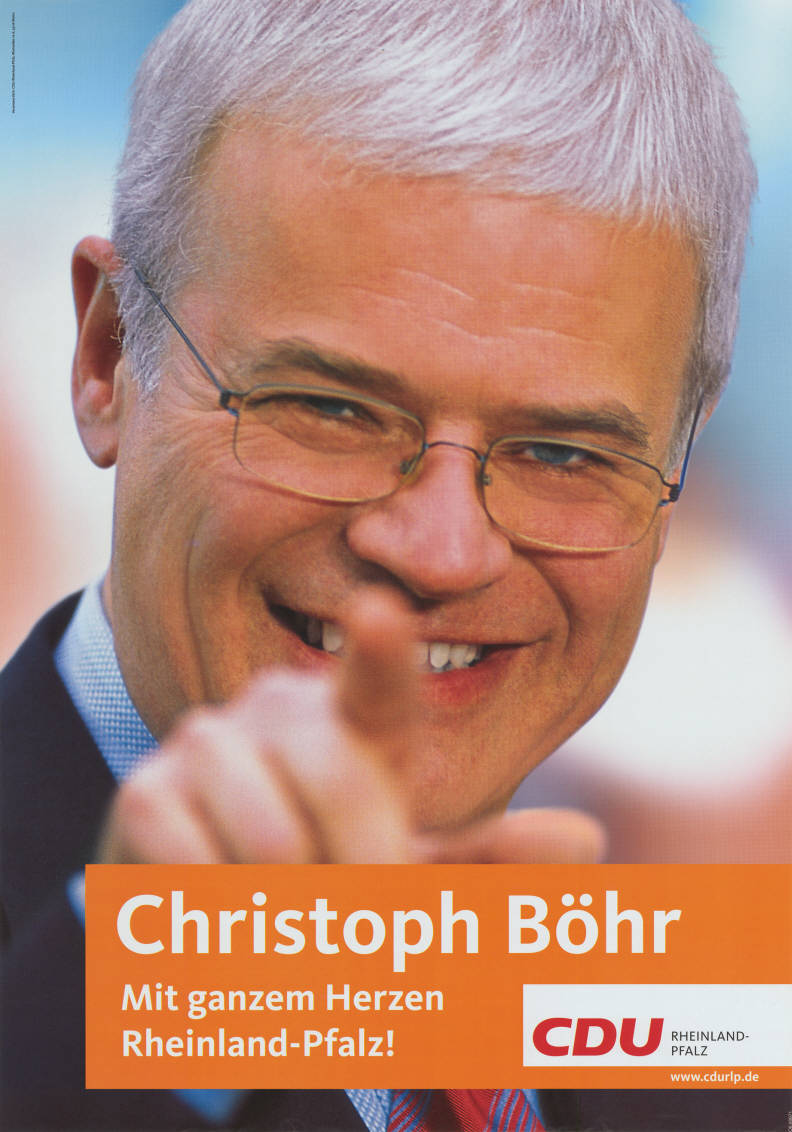
Wahlplakat der CDU mit Spitzenkandidat Christoph Böhr

Als Spitzenkandidat der SPD trat Ministerpräsident Kurt Beck an. Der Spitzenkandidat der CDU war Christoph Böhr, der bei einem Sonderparteitag in Bad Kreuznach mit 335 von 434 Stimmen bei 88 Gegenstimmen gewählt wurde. Für die FDP trat der stellvertretende Ministerpräsident Hans-Artur Bauckhage an, die Grünen nominierten ihre Fraktionsvorsitzende Ise Thomas. Für die WASG trat Gründungsmitglied Norbert Kepp an.

### Koalitionsaussagen
Die FDP kündigte vor der Wahl an, die sozialliberale Koalition mit der SPD fortsetzen zu wollen. Die SPD schloss – durchaus ungewöhnlich – eine Zusammenarbeit mit den Grünen aus.

## Umfragen
Die SPD lag in den Umfragen vor der Wahl mit 35 bis 43 % immer unter dem tatsächlichen Ergebnis von 45,6 %. Die CDU blieb hingegen mit 32,8 % hinter den Umfragewerten (34 bis 43 %) zurück. Den Grünen wurde in sämtlichen Umfragen (Werte zwischen 5 und 8 %) der Wiedereinzug in Landtag prognostiziert, den sie mit 4,6 % allerdings verfehlten. Die Umfragewerte der FDP stimmten mit 8 bis 11 % größtenteils mit dem tatsächlichen Ergebnis überein.

## Wahlergebnis
Die Wahl zum 15. Landtag führte zu folgendem Ergebnis (endgültiges Ergebnis):
| Listen                       | Listen            | Wahlkreisstimmen | Wahlkreisstimmen | Wahlkreisstimmen | Wahlkreisstimmen | Landesstimmen | Landesstimmen | Landesstimmen | Landesstimmen | Mandate | Mandate |
| Listen                       | Listen            | Stimmen          | %                | +/-              | Mandate          | Stimmen       | %             | +/-           | Mandate       | Anzahl  | +/-     |
| ---------------------------- | ----------------- | ---------------- | ---------------- | ---------------- | ---------------- | ------------- | ------------- | ------------- | ------------- | ------- | ------- |
|                              | SPD               | 750.380          | 43,3             | –0,1             | 33               | 799.377       | 45,6          | +0,9          | 20            | 53      | +4      |
|                              | CDU               | 668.637          | 38,6             | –1,2             | 18               | 574.329       | 32,8          | –2,5          | 20            | 38      | –       |
|                              | FDP               | 134.746          | 7,8              | +0,4             | –                | 140.865       | 8,0           | +0,2          | 10            | 10      | +2      |
|                              | GRÜNE             | 86.260           | 5,0              | –0,1             | –                | 81.411        | 4,6           | –0,6          | –             | –       | –6      |
|                              | WASG              | 47.379           | 2,7              | N/A              | –                | 44.826        | 2,6           | N/A           | –             | –       | –       |
|                              | REP               | 20.856           | 1,2              | –0,1             | –                | 29.919        | 1,7           | –0,7          | –             | –       | –       |
|                              | FWG               | 13.760           | 0,8              | –1,8             | –                | 27.652        | 1,6           | –1,0          | –             | –       | –       |
|                              | NPD               | –                | –                | ±0,0             | –                | 21.056        | 1,2           | +0,7          | –             | –       | –       |
|                              | Tierschutz        | 1.176            | 0,1              | +0,1             | –                | 12.827        | 0,7           | –0,1          | –             | –       | –       |
|                              | GRAUE             | –                | –                | N/A              | –                | 5.727         | 0,3           | N/A           | –             | –       | –       |
|                              | PBC               | 2.172            | 0,1              | +0,1             | –                | 4.942         | 0,3           | ±0,0          | –             | –       | –       |
|                              | ödp               | 5.814            | 0,3              | +0,1             | –                | 3.844         | 0,2           | –0,1          | –             | –       | –       |
|                              | DSP               | –                | –                | N/A              | –                | 3.347         | 0,2           | N/A           | –             | –       | –       |
|                              | AGFG              | –                | –                | N/A              | –                | 1.833         | 0,1           | N/A           | –             | –       | –       |
|                              | AUFBRUCH          | –                | –                | N/A              | –                | 1.155         | 0,1           | N/A           | –             | –       | –       |
|                              | Einzelbewerber    | 1.228            | 0,1              | +0,1             | –                | –             | –             | –             | –             | –       | –       |
| Gesamt                       | Gesamt            | 1.732.408        | 100              |                  | 51               | 1.753.110     | 100           |               | 50            | 101     | –       |
|                              |                   |                  |                  |                  |                  |               |               |               |               |         |         |
| Ungültige Stimmen            | Ungültige Stimmen | 58.664           | 3,3              | ±0,0             |                  | 37.962        | 2,1           | –0,3          |               |         |         |
| Wähler                       | Wähler            | 1.791.072        | 58,2             | –3,9             |                  | 1.791.072     | 58,2          | –3,9          |               |         |         |
| Wahlberechtigte              | Wahlberechtigte   | 3.075.577        |                  |                  |                  | 3.075.577     |               |               |               |         |         |
|                              |                   |                  |                  |                  |                  |               |               |               |               |         |         |
| Quelle: Der Landeswahlleiter |                   |                  |                  |                  |                  |               |               |               |               |         |         |

→ Liste der Mitglieder des Landtages Rheinland-Pfalz (15. Wahlperiode)
Obwohl die CDU keine schweren Verluste erlitt (–2,5 Prozentpunkte) und SPD und FDP mit +0,9 % bzw. +0,2 % nur leicht gewannen, erreichte die SPD die absolute Mehrheit und konnte fortan eine Alleinregierung stellen. Die Grünen verfehlten mit 4,6 % bei Verlusten von 0,6 Prozentpunkten den erneuten Einzug in den Landtag. Christoph Böhr, der Spitzenkandidat der CDU, trat aufgrund des schlechten Wahlergebnisses noch am Wahltag zurück. Obwohl die SPD die absolute Mehrheit errungen hatte, bot sie der FDP Gespräche zur Fortführung der Koalition an, die diese aufgrund des eindeutigen Wahlergebnisses aber nicht annahm. Das Kabinett Beck IV, die erste SPD-Alleinregierung in Rheinland-Pfalz, amtierte daraufhin bis zur Landtagswahl 2011.

## Nach der Wahl
Die SPD konnte erstmals in der Geschichte von Rheinland-Pfalz alleine regieren, da sie die absolute Mehrheit der Sitze erhielt. 
Die FDP lehnte das Angebot der SPD ab, die sozialliberale Koalition, trotz der absoluten Mehrheit der SPD, fortzusetzen; sie ging in die Opposition.
Der CDU-Spitzenkandidat Christoph Böhr legte angesichts des bis dahin schlechtesten Wahlergebnisses der CDU bei einer Landtagswahl in Rheinland-Pfalz seine politischen Ämter nieder; er zog sich später aus der Politik zurück.